# Gyłybec (obwód Burgas)
Gyłybec (bułg. Гълъбец) – wieś w Bułgarii, w obwodzie Burgas, w gminie Pomorie. W 2023 roku liczyła 1259 mieszkańców.